# Mitophis calypso
Mitophis calypso — вид змій родини струнких сліпунів (Leptotyphlopidae). Ендемік Домініканської Республіки.

## Поширення і екологія
Mitophis calypso відомі з типової місцевості, розташованої на півострові Самана на сході острова Гаїті, на висоті 237 м над рівнем моря. Вони живуть в тропічних лісах, на плантаціях і в садах та на луках.

## Збереження
МСОП класифікує цей вид як такий, що перебуває на межі зникнення. Mitophis calypso загрожує знищення природного середовища.